# أندري اينيسكو
أندري اينيسكو (بالرومانية: Andrei Enescu)‏ هو لاعب كرة قدم روماني في مركز الوسط، ولد في 12 أكتوبر 1987 في دروبيتا تورنو سيفيرين في رومانيا. لعب مع سي إس باندوري تارغو جيو ونادي بوليتكنيكا ياش ونادي شريف تيراسبول ونادي فاسلوي ونادي ميزوكوفيشدي ويو تي أي أراد.

## وصلات خارجية
- أندري اينيسكو على موقع قاعدة بيانات كرة القدم.إي يو (الإنجليزية)
- أندري اينيسكو على موقع Soccerway.com (الإنجليزية)